# Подбелье (Могилёвский район)
Подбелье (бел. Падбелле) — деревня в составе Кадинского сельсовета Могилёвского района Могилёвской области Республики Беларусь.

## Географическое положение
Ближайшие населённые пункты: Романовичи, Тараново, Щежерь.

## Население
- 1999 год — 86 человек
- 2010 год — 67 человек